# 和賀郡
- 令制国一覧 > 東山道 > 陸中国 > 和賀郡
- 日本 > 東北地方 > 岩手県 > 和賀郡

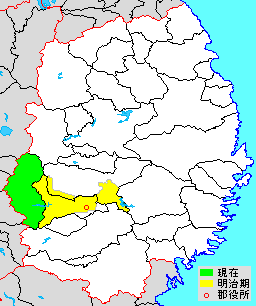
岩手県和賀郡の範囲（緑：西和賀町）

和賀郡（わがぐん）は、岩手県（陸奥国・陸中国）の郡である。
人口4,296人、面積590.74km²、人口密度7.27人/km²。（2025年7月1日、推計人口）
以下の1町を含む。
- 西和賀町（にしわがまち）

日本国内最大級のブナの巨木を抱える原生林と秋田県との県境をなす標高1,000m級の山々による和賀山塊が郡西部に位置する。

## 郡域

### 和賀郡（第1次）
1878年（明治12年）に行政区画として発足した当時の郡域は、概ね以下の区域にあたる。
- 北上市の大部分（稲瀬町・口内町を除く）
- 花巻市の一部（中笹間・北笹間・南笹間・轟木・栃内・横志田・尻平川および東和町各町）
- 胆沢郡金ケ崎町（六原）
- 西和賀町の全域

### 和賀郡（第2次）
1897年（明治30年）に行政区画として発足した当時の郡域は、第1次和賀郡から北上市相去町と胆沢郡金ケ崎町六原を除いた区域にあたる。

## 歴史

### 律令期
811年（弘仁2年）和我(後の和賀)・稗縫・斯波の「志波三郡」が成立、「胆沢三郡（胆沢・江刺・磐井）」とともに「律令期の六郡」が成立する。812年（弘仁3年）に徳丹城が築かれ政治的機能が移り、志波三郡以北の統帥権も「鎮守府領六郡」として集約される。10世紀、斯波郡の領域が北遷拡大し、岩手郡が斯波郡から分離独立した。一方、磐井郡は国府多賀城領に編入され、岩手・志和・稗抜・和賀・江刺・伊沢の「奥六郡」が成立した。

### 和賀郡（第1次）
所属町村の変遷は西和賀郡#郡発足までの沿革、東和賀郡#郡発足までの沿革をそれぞれ参照
- 「旧高旧領取調帳」に記載によると、幕末時点では陸奥国に所属し、全域が盛岡藩領であった。（68村）
- 明治元年
  - 12月7日（1869年1月19日）
    - 陸奥国が分割され、本郡は陸中国の所属となる。
    - 盛岡藩が戊辰戦争後の処分により、領地を没収される。信濃松本藩取締地となり、花巻県を称する[2]。

  - 12月24日（1869年2月5日） - 旧・盛岡藩が磐城白石藩に転封。
- 明治2年
  - 7月22日（1869年8月29日） - 白石藩が盛岡藩に転封。花巻県管轄の一部（飯豊村・岩崎新田・煤孫村・山口村・岩崎村・長沼村・藤根村・横川目村・竪川目村・後藤村・猿橋村・川舟村・太田村・前郷村・新町村・大野村・湯田村）が再び盛岡藩領となる。
  - 8月18日（1869年9月23日） - 花巻県が江刺県に編入。
- 明治4年
  - 7月10日（1871年8月15日） - 盛岡藩が廃藩。盛岡県（第2次）が発足し、旧・盛岡藩領を管轄。
  - 11月2日（1871年12月13日） - 第1次府県統合により、全域が盛岡県（第3次）の管轄となる。
- 明治5年1月8日（1872年2月16日） - 盛岡県（第3次）が岩手県に改称。
- 明治11年（1878年）11月26日（69村）
  - 郡区町村編制法の岩手県での施行により、行政区画としての和賀郡が発足。
  - 胆沢郡相去村の所属郡が本郡に変更。
- 明治12年（1879年）1月4日 - 分割され、黒沢尻村ほか62村の区域をもって東和賀郡が、猿橋村ほか7村の区域をもって西和賀郡がそれぞれ発足。同日和賀郡（第1次）廃止。

### 和賀郡（第2次）

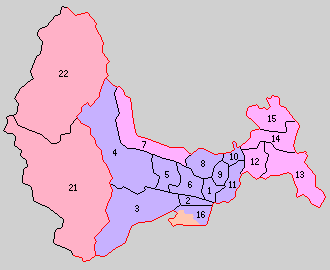
1.黒沢尻町 2.鬼柳村 3.岩崎村 4.横川目村 5.藤根村 6.江釣子村 7.笹間村 8.飯豊村 9.二子村 10.更木村 11.立花村 12.中内村 13.谷内村 14.十二鏑村 15.小山田村 21.湯田村 22.沢内村（紫：北上市 桃：花巻市 赤：西和賀町 16は胆沢郡相去村）

- 明治30年（1897年）4月1日 - 郡制の施行により、西和賀郡および東和賀郡の大部分（相去村を除く）の区域をもって和賀郡（第2次）が発足。郡役所が黒沢尻町に設置。以下の町村が所属。（1町16村）
  - 旧・東和賀郡（1町14村） - 黒沢尻町、鬼柳村、岩崎村、横川目村、藤根村、江釣子村（現・北上市）、笹間村（現・花巻市）、飯豊村、二子村、更木村、立花村（現・北上市）、中内村、谷内村、十二鏑村、小山田村（現・花巻市）
  - 旧・西和賀郡（2村） - 湯田村、沢内村（現・西和賀町）
- 大正12年（1923年）4月1日 - 郡会が廃止。郡役所は存続。
- 大正15年（1926年）7月1日 - 郡役所が廃止。以降は地域区分名称となる。
- 昭和15年（1940年）12月25日 - 十二鏑村が町制施行・改称して土沢町となる。（2町15村）
- 昭和17年（1942年）7月1日 - 「和賀地方事務所」が黒沢尻町に設置され、本郡を管轄。
- 昭和24年（1949年）4月1日 - 立花村の一部（立花）が黒沢尻町に編入。
- 昭和29年（1954年）
  - 1月1日 - 立花村が黒沢尻町に編入。（2町14村）
  - 4月1日 - 黒沢尻町・飯豊村・鬼柳村・二子村・更木村が胆沢郡相去村・江刺郡福岡村と合併して北上市が発足し、郡より離脱。（1町10村）
- 昭和30年（1955年）
  - 1月1日 - 土沢町・小山田村・谷内村・中内村が合併て東和町が発足。（1町7村）
  - 4月1日 - 岩崎村・藤根村・横川目村が合併して和賀村が発足。（1町5村）
  - 7月1日 - 笹間村が花巻市に編入。（1町4村）
- 昭和31年（1956年）4月1日 - 和賀村が町制施行して和賀町となる。（2町3村）
- 昭和39年（1964年）8月1日 - 湯田村が町制施行して湯田町となる。（3町2村）
- 平成3年（1991年）4月1日 - 和賀町・江釣子村が北上市と合併し、改めて北上市が発足、郡より離脱。（2町1村）
- 平成17年（2005年）11月1日 - 湯田町・沢内村が合併して西和賀町が発足。（2町）
- 平成18年（2006年）1月1日 - 東和町が花巻市・稗貫郡石鳥谷町・大迫町と合併し、改めて花巻市が発足、郡より離脱。（1町）

### 変遷表
| 明治以前      | 明治以前   | 明治11年 11月26日 郡区町村 編制法施行 | 所 属 郡    | 明治22年 4月1日 町村制施行 | 明治29年 3月29日 和賀郡発足 | 明治29年 - 昭和24年              | 昭和25年 - 昭和29年           | 昭和25年 - 昭和29年   | 昭和25年 - 昭和29年                  | 昭和30年 - 昭和64年           | 昭和30年 - 昭和64年           | 平成元年 - 現在                     | 現在            |
| ------------- | ---------- | ------------------------------------- | ----------- | -------------------------- | --------------------------- | -------------------------------- | ----------------------------- | --------------------- | ------------------------------------ | ----------------------------- | ----------------------------- | ----------------------------------- | --------------- |
| 胆沢郡 相去村 | 一部       | 所属変更 和賀郡相去村                 | 東 和 賀 郡 | 相去村                     | 所属変更 胆沢郡 相去村      | 胆沢郡相去村                     | 胆沢郡相去村                  | 昭和29年4月1日 北上市 | 昭和29年10月1日 胆沢郡金ヶ崎町に編入 | 昭和30年3月1日 胆沢郡金ヶ崎町 | 昭和30年3月1日 胆沢郡金ヶ崎町 | 平成19年10月1日 改称 胆沢郡金ケ崎町 | 胆沢郡 金ケ崎町 |
| 胆沢郡 相去村 | 一部を除く | 所属変更 和賀郡相去村                 | 東 和 賀 郡 | 相去村                     | 所属変更 胆沢郡 相去村      | 胆沢郡相去村                     | 胆沢郡相去村                  | 昭和29年4月1日 北上市 | 北上市                               | 北上市                        | 北上市                        | 平成3年4月1日 北上市                | 北上市          |
| 岩崎村        | 岩崎村     | 岩崎村                                | 東 和 賀 郡 | 岩崎村                     | 岩崎村                      | 岩崎村                           | 岩崎村                        | 岩崎村                | 岩崎村                               | 昭和30年4月1日 和賀村         | 昭和31年4月1日 町制 和賀町    | 平成3年4月1日 北上市                | 北上市          |
| 岩崎新田      | 岩崎新田   | 岩崎新田                              | 東 和 賀 郡 | 岩崎村                     | 岩崎村                      | 岩崎村                           | 岩崎村                        | 岩崎村                | 岩崎村                               | 昭和30年4月1日 和賀村         | 昭和31年4月1日 町制 和賀町    | 平成3年4月1日 北上市                | 北上市          |
| 煤孫村        | 煤孫村     | 煤孫村                                | 東 和 賀 郡 | 岩崎村                     | 岩崎村                      | 岩崎村                           | 岩崎村                        | 岩崎村                | 岩崎村                               | 昭和30年4月1日 和賀村         | 昭和31年4月1日 町制 和賀町    | 平成3年4月1日 北上市                | 北上市          |
| 山口村        | 山口村     | 山口村                                | 東 和 賀 郡 | 岩崎村                     | 岩崎村                      | 岩崎村                           | 岩崎村                        | 岩崎村                | 岩崎村                               | 昭和30年4月1日 和賀村         | 昭和31年4月1日 町制 和賀町    | 平成3年4月1日 北上市                | 北上市          |
| 藤根村        | 藤根村     | 藤根村                                | 東 和 賀 郡 | 藤根村                     | 藤根村                      | 藤根村                           | 藤根村                        | 藤根村                | 藤根村                               | 昭和30年4月1日 和賀村         | 昭和31年4月1日 町制 和賀町    | 平成3年4月1日 北上市                | 北上市          |
| 後藤村        | 後藤村     | 後藤村                                | 東 和 賀 郡 | 藤根村                     | 藤根村                      | 藤根村                           | 藤根村                        | 藤根村                | 藤根村                               | 昭和30年4月1日 和賀村         | 昭和31年4月1日 町制 和賀町    | 平成3年4月1日 北上市                | 北上市          |
| 長沼村        | 長沼村     | 長沼村                                | 東 和 賀 郡 | 藤根村                     | 藤根村                      | 藤根村                           | 藤根村                        | 藤根村                | 藤根村                               | 昭和30年4月1日 和賀村         | 昭和31年4月1日 町制 和賀町    | 平成3年4月1日 北上市                | 北上市          |
| 横川目村      | 横川目村   | 横川目村                              | 東 和 賀 郡 | 横川目村                   | 横川目村                    | 横川目村                         | 横川目村                      | 横川目村              | 横川目村                             | 昭和30年4月1日 和賀村         | 昭和31年4月1日 町制 和賀町    | 平成3年4月1日 北上市                | 北上市          |
| 竪川目村      | 竪川目村   | 竪川目村                              | 東 和 賀 郡 | 横川目村                   | 横川目村                    | 横川目村                         | 横川目村                      | 横川目村              | 横川目村                             | 昭和30年4月1日 和賀村         | 昭和31年4月1日 町制 和賀町    | 平成3年4月1日 北上市                | 北上市          |
| 上江釣子村    | 上江釣子村 | 上江釣子村                            | 東 和 賀 郡 | 江釣子村                   | 江釣子村                    | 江釣子村                         | 江釣子村                      | 江釣子村              | 江釣子村                             | 江釣子村                      | 江釣子村                      | 平成3年4月1日 北上市                | 北上市          |
| 下江釣子村    | 下江釣子村 | 下江釣子村                            | 東 和 賀 郡 | 江釣子村                   | 江釣子村                    | 江釣子村                         | 江釣子村                      | 江釣子村              | 江釣子村                             | 江釣子村                      | 江釣子村                      | 平成3年4月1日 北上市                | 北上市          |
| 滑田村        | 滑田村     | 滑田村                                | 東 和 賀 郡 | 江釣子村                   | 江釣子村                    | 江釣子村                         | 江釣子村                      | 江釣子村              | 江釣子村                             | 江釣子村                      | 江釣子村                      | 平成3年4月1日 北上市                | 北上市          |
| 新平村        | 新平村     | 新平村                                | 東 和 賀 郡 | 江釣子村                   | 江釣子村                    | 江釣子村                         | 江釣子村                      | 江釣子村              | 江釣子村                             | 江釣子村                      | 江釣子村                      | 平成3年4月1日 北上市                | 北上市          |
| 鳩岡崎村      | 鳩岡崎村   | 鳩岡崎村                              | 東 和 賀 郡 | 江釣子村                   | 江釣子村                    | 江釣子村                         | 江釣子村                      | 江釣子村              | 江釣子村                             | 江釣子村                      | 江釣子村                      | 平成3年4月1日 北上市                | 北上市          |
| 北鬼柳村      | 北鬼柳村   | 北鬼柳村                              | 東 和 賀 郡 | 江釣子村                   | 江釣子村                    | 江釣子村                         | 江釣子村                      | 江釣子村              | 江釣子村                             | 江釣子村                      | 江釣子村                      | 平成3年4月1日 北上市                | 北上市          |
| 黒沢尻村      | 黒沢尻村   | 黒沢尻村                              | 東 和 賀 郡 | 黒沢尻町                   | 黒沢尻町                    | 黒沢尻町                         | 黒沢尻町                      | 昭和29年4月1日 北上市 | 北上市                               | 北上市                        | 北上市                        | 平成3年4月1日 北上市                | 北上市          |
| 立花村        | 立花村     | 立花村                                | 東 和 賀 郡 | 立花村                     | 立花村                      | 昭和24年4月1日 黒沢尻町に編入    | 黒沢尻町                      | 昭和29年4月1日 北上市 | 北上市                               | 北上市                        | 北上市                        | 平成3年4月1日 北上市                | 北上市          |
| 平沢村        | 平沢村     | 平沢村                                | 東 和 賀 郡 | 立花村                     | 立花村                      | 立花村                           | 昭和29年1月1日 黒沢尻町に編入 | 昭和29年4月1日 北上市 | 北上市                               | 北上市                        | 北上市                        | 平成3年4月1日 北上市                | 北上市          |
| 黒岩村        | 黒岩村     | 黒岩村                                | 東 和 賀 郡 | 立花村                     | 立花村                      | 立花村                           | 昭和29年1月1日 黒沢尻町に編入 | 昭和29年4月1日 北上市 | 北上市                               | 北上市                        | 北上市                        | 平成3年4月1日 北上市                | 北上市          |
| 湯沢村        | 湯沢村     | 湯沢村                                | 東 和 賀 郡 | 立花村                     | 立花村                      | 立花村                           | 昭和29年1月1日 黒沢尻町に編入 | 昭和29年4月1日 北上市 | 北上市                               | 北上市                        | 北上市                        | 平成3年4月1日 北上市                | 北上市          |
| 上鬼柳村      | 上鬼柳村   | 上鬼柳村                              | 東 和 賀 郡 | 鬼柳村                     | 鬼柳村                      | 鬼柳村                           | 鬼柳村                        | 昭和29年4月1日 北上市 | 北上市                               | 北上市                        | 北上市                        | 平成3年4月1日 北上市                | 北上市          |
| 下鬼柳村      | 下鬼柳村   | 下鬼柳村                              | 東 和 賀 郡 | 鬼柳村                     | 鬼柳村                      | 鬼柳村                           | 鬼柳村                        | 昭和29年4月1日 北上市 | 北上市                               | 北上市                        | 北上市                        | 平成3年4月1日 北上市                | 北上市          |
| 更木村        | 更木村     | 更木村                                | 東 和 賀 郡 | 更木村                     | 更木村                      | 更木村                           | 更木村                        | 昭和29年4月1日 北上市 | 北上市                               | 北上市                        | 北上市                        | 平成3年4月1日 北上市                | 北上市          |
| 臥牛村        | 臥牛村     | 臥牛村                                | 東 和 賀 郡 | 更木村                     | 更木村                      | 更木村                           | 更木村                        | 昭和29年4月1日 北上市 | 北上市                               | 北上市                        | 北上市                        | 平成3年4月1日 北上市                | 北上市          |
| 二子村        | 二子村     | 二子村                                | 東 和 賀 郡 | 二子村                     | 二子村                      | 二子村                           | 二子村                        | 昭和29年4月1日 北上市 | 北上市                               | 北上市                        | 北上市                        | 平成3年4月1日 北上市                | 北上市          |
| 飯豊村        | 飯豊村     | 飯豊村                                | 東 和 賀 郡 | 飯豊村                     | 飯豊村                      | 飯豊村                           | 飯豊村                        | 昭和29年4月1日 北上市 | 北上市                               | 北上市                        | 北上市                        | 平成3年4月1日 北上市                | 北上市          |
| 藤沢村        | 藤沢村     | 藤沢村                                | 東 和 賀 郡 | 飯豊村                     | 飯豊村                      | 飯豊村                           | 飯豊村                        | 昭和29年4月1日 北上市 | 北上市                               | 北上市                        | 北上市                        | 平成3年4月1日 北上市                | 北上市          |
| 村崎野村      | 村崎野村   | 村崎野村                              | 東 和 賀 郡 | 飯豊村                     | 飯豊村                      | 飯豊村                           | 飯豊村                        | 昭和29年4月1日 北上市 | 北上市                               | 北上市                        | 北上市                        | 平成3年4月1日 北上市                | 北上市          |
| 成田村        | 一部を除く | 成田村                                | 東 和 賀 郡 | 飯豊村                     | 飯豊村                      | 飯豊村                           | 飯豊村                        | 昭和29年4月1日 北上市 | 北上市                               | 北上市                        | 北上市                        | 平成3年4月1日 北上市                | 北上市          |
| 成田村        | 一部       | 成田村                                | 東 和 賀 郡 | 飯豊村                     | 飯豊村                      | 飯豊村                           | 飯豊村                        | 昭和29年4月1日 北上市 | 昭和29年10月1日 花巻市に編入         | 花巻市                        | 花巻市                        | 平成18年1月1日 花巻市               | 花巻市          |
| 北笹間村      | 北笹間村   | 北笹間村                              | 東 和 賀 郡 | 笹間村                     | 笹間村                      | 笹間村                           | 笹間村                        | 笹間村                | 笹間村                               | 昭和30年7月1日 花巻市に編入   | 花巻市                        | 平成18年1月1日 花巻市               | 花巻市          |
| 中笹間村      | 中笹間村   | 中笹間村                              | 東 和 賀 郡 | 笹間村                     | 笹間村                      | 笹間村                           | 笹間村                        | 笹間村                | 笹間村                               | 昭和30年7月1日 花巻市に編入   | 花巻市                        | 平成18年1月1日 花巻市               | 花巻市          |
| 南笹間村      | 南笹間村   | 南笹間村                              | 東 和 賀 郡 | 笹間村                     | 笹間村                      | 笹間村                           | 笹間村                        | 笹間村                | 笹間村                               | 昭和30年7月1日 花巻市に編入   | 花巻市                        | 平成18年1月1日 花巻市               | 花巻市          |
| 轟木村        | 轟木村     | 轟木村                                | 東 和 賀 郡 | 笹間村                     | 笹間村                      | 笹間村                           | 笹間村                        | 笹間村                | 笹間村                               | 昭和30年7月1日 花巻市に編入   | 花巻市                        | 平成18年1月1日 花巻市               | 花巻市          |
| 栃内村        | 栃内村     | 栃内村                                | 東 和 賀 郡 | 笹間村                     | 笹間村                      | 笹間村                           | 笹間村                        | 笹間村                | 笹間村                               | 昭和30年7月1日 花巻市に編入   | 花巻市                        | 平成18年1月1日 花巻市               | 花巻市          |
| 横志田村      | 横志田村   | 横志田村                              | 東 和 賀 郡 | 笹間村                     | 笹間村                      | 笹間村                           | 笹間村                        | 笹間村                | 笹間村                               | 昭和30年7月1日 花巻市に編入   | 花巻市                        | 平成18年1月1日 花巻市               | 花巻市          |
| 尻平川村      | 尻平川村   | 尻平川村                              | 東 和 賀 郡 | 笹間村                     | 笹間村                      | 笹間村                           | 笹間村                        | 笹間村                | 笹間村                               | 昭和30年7月1日 花巻市に編入   | 花巻市                        | 平成18年1月1日 花巻市               | 花巻市          |
| 十二箇村      | 十二箇村   | 十二箇村                              | 東 和 賀 郡 | 十二鏑村                   | 十二鏑村                    | 昭和15年12月25日 町制改称 土沢町 | 土沢町                        | 土沢町                | 土沢町                               | 昭和30年1月1日 東和町         | 昭和30年1月1日 東和町         | 平成18年1月1日 花巻市               | 花巻市          |
| 東晴山村      | 東晴山村   | 東晴山村                              | 東 和 賀 郡 | 十二鏑村                   | 十二鏑村                    | 昭和15年12月25日 町制改称 土沢町 | 土沢町                        | 土沢町                | 土沢町                               | 昭和30年1月1日 東和町         | 昭和30年1月1日 東和町         | 平成18年1月1日 花巻市               | 花巻市          |
| 安俵村        | 安俵村     | 安俵村                                | 東 和 賀 郡 | 十二鏑村                   | 十二鏑村                    | 昭和15年12月25日 町制改称 土沢町 | 土沢町                        | 土沢町                | 土沢町                               | 昭和30年1月1日 東和町         | 昭和30年1月1日 東和町         | 平成18年1月1日 花巻市               | 花巻市          |
| 北成島村      | 北成島村   | 北成島村                              | 東 和 賀 郡 | 十二鏑村                   | 十二鏑村                    | 昭和15年12月25日 町制改称 土沢町 | 土沢町                        | 土沢町                | 土沢町                               | 昭和30年1月1日 東和町         | 昭和30年1月1日 東和町         | 平成18年1月1日 花巻市               | 花巻市          |
| 上小山田村    | 上小山田村 | 上小山田村                            | 東 和 賀 郡 | 小山田村                   | 小山田村                    | 小山田村                         | 小山田村                      | 小山田村              | 小山田村                             | 昭和30年1月1日 東和町         | 昭和30年1月1日 東和町         | 平成18年1月1日 花巻市               | 花巻市          |
| 下小山田村    | 下小山田村 | 下小山田村                            | 東 和 賀 郡 | 小山田村                   | 小山田村                    | 小山田村                         | 小山田村                      | 小山田村              | 小山田村                             | 昭和30年1月1日 東和町         | 昭和30年1月1日 東和町         | 平成18年1月1日 花巻市               | 花巻市          |
| 谷内村        | 谷内村     | 谷内村                                | 東 和 賀 郡 | 谷内村                     | 谷内村                      | 谷内村                           | 谷内村                        | 谷内村                | 谷内村                               | 昭和30年1月1日 東和町         | 昭和30年1月1日 東和町         | 平成18年1月1日 花巻市               | 花巻市          |
| 倉沢村        | 倉沢村     | 倉沢村                                | 東 和 賀 郡 | 谷内村                     | 谷内村                      | 谷内村                           | 谷内村                        | 谷内村                | 谷内村                               | 昭和30年1月1日 東和町         | 昭和30年1月1日 東和町         | 平成18年1月1日 花巻市               | 花巻市          |
| 砂子村        | 砂子村     | 砂子村                                | 東 和 賀 郡 | 谷内村                     | 谷内村                      | 谷内村                           | 谷内村                        | 谷内村                | 谷内村                               | 昭和30年1月1日 東和町         | 昭和30年1月1日 東和町         | 平成18年1月1日 花巻市               | 花巻市          |
| 小友村        | 小友村     | 小友村                                | 東 和 賀 郡 | 谷内村                     | 谷内村                      | 谷内村                           | 谷内村                        | 谷内村                | 谷内村                               | 昭和30年1月1日 東和町         | 昭和30年1月1日 東和町         | 平成18年1月1日 花巻市               | 花巻市          |
| 鷹巣堂村      | 鷹巣堂村   | 鷹巣堂村                              | 東 和 賀 郡 | 谷内村                     | 谷内村                      | 谷内村                           | 谷内村                        | 谷内村                | 谷内村                               | 昭和30年1月1日 東和町         | 昭和30年1月1日 東和町         | 平成18年1月1日 花巻市               | 花巻市          |
| 館迫村        | 館迫村     | 館迫村                                | 東 和 賀 郡 | 谷内村                     | 谷内村                      | 谷内村                           | 谷内村                        | 谷内村                | 谷内村                               | 昭和30年1月1日 東和町         | 昭和30年1月1日 東和町         | 平成18年1月1日 花巻市               | 花巻市          |
| 晴山館迫村    | 晴山館迫村 | 晴山館迫村                            | 東 和 賀 郡 | 谷内村                     | 谷内村                      | 谷内村                           | 谷内村                        | 谷内村                | 谷内村                               | 昭和30年1月1日 東和町         | 昭和30年1月1日 東和町         | 平成18年1月1日 花巻市               | 花巻市          |
| 町井村        | 町井村     | 町井村                                | 東 和 賀 郡 | 谷内村                     | 谷内村                      | 谷内村                           | 谷内村                        | 谷内村                | 谷内村                               | 昭和30年1月1日 東和町         | 昭和30年1月1日 東和町         | 平成18年1月1日 花巻市               | 花巻市          |
| 小原村        | 小原村     | 小原村                                | 東 和 賀 郡 | 谷内村                     | 谷内村                      | 谷内村                           | 谷内村                        | 谷内村                | 谷内村                               | 昭和30年1月1日 東和町         | 昭和30年1月1日 東和町         | 平成18年1月1日 花巻市               | 花巻市          |
| 田瀬村        | 田瀬村     | 田瀬村                                | 東 和 賀 郡 | 谷内村                     | 谷内村                      | 谷内村                           | 谷内村                        | 谷内村                | 谷内村                               | 昭和30年1月1日 東和町         | 昭和30年1月1日 東和町         | 平成18年1月1日 花巻市               | 花巻市          |
| 中内村        | 中内村     | 中内村                                | 東 和 賀 郡 | 中内村                     | 中内村                      | 中内村                           | 中内村                        | 中内村                | 中内村                               | 昭和30年1月1日 東和町         | 昭和30年1月1日 東和町         | 平成18年1月1日 花巻市               | 花巻市          |
| 毒沢村        | 毒沢村     | 毒沢村                                | 東 和 賀 郡 | 中内村                     | 中内村                      | 中内村                           | 中内村                        | 中内村                | 中内村                               | 昭和30年1月1日 東和町         | 昭和30年1月1日 東和町         | 平成18年1月1日 花巻市               | 花巻市          |
| 駒籠村        | 駒籠村     | 駒籠村                                | 東 和 賀 郡 | 中内村                     | 中内村                      | 中内村                           | 中内村                        | 中内村                | 中内村                               | 昭和30年1月1日 東和町         | 昭和30年1月1日 東和町         | 平成18年1月1日 花巻市               | 花巻市          |
| 宮田村        | 宮田村     | 宮田村                                | 東 和 賀 郡 | 中内村                     | 中内村                      | 中内村                           | 中内村                        | 中内村                | 中内村                               | 昭和30年1月1日 東和町         | 昭和30年1月1日 東和町         | 平成18年1月1日 花巻市               | 花巻市          |
| 浮田村        | 浮田村     | 浮田村                                | 東 和 賀 郡 | 中内村                     | 中内村                      | 中内村                           | 中内村                        | 中内村                | 中内村                               | 昭和30年1月1日 東和町         | 昭和30年1月1日 東和町         | 平成18年1月1日 花巻市               | 花巻市          |
| 石持村        | 石持村     | 石持村                                | 東 和 賀 郡 | 中内村                     | 中内村                      | 中内村                           | 中内村                        | 中内村                | 中内村                               | 昭和30年1月1日 東和町         | 昭和30年1月1日 東和町         | 平成18年1月1日 花巻市               | 花巻市          |
| 落合村        | 落合村     | 落合村                                | 東 和 賀 郡 | 中内村                     | 中内村                      | 中内村                           | 中内村                        | 中内村                | 中内村                               | 昭和30年1月1日 東和町         | 昭和30年1月1日 東和町         | 平成18年1月1日 花巻市               | 花巻市          |
| 小通村        | 小通村     | 小通村                                | 東 和 賀 郡 | 中内村                     | 中内村                      | 中内村                           | 中内村                        | 中内村                | 中内村                               | 昭和30年1月1日 東和町         | 昭和30年1月1日 東和町         | 平成18年1月1日 花巻市               | 花巻市          |
| 南成島村      | 南成島村   | 南成島村                              | 東 和 賀 郡 | 中内村                     | 中内村                      | 中内村                           | 中内村                        | 中内村                | 中内村                               | 昭和30年1月1日 東和町         | 昭和30年1月1日 東和町         | 平成18年1月1日 花巻市               | 花巻市          |
| 湯田村        | 湯田村     | 湯田村                                | 西 和 賀 郡 | 湯田村                     | 湯田村                      | 湯田村                           | 湯田村                        | 湯田村                | 湯田村                               | 湯田村                        | 昭和39年8月1日 町制 湯田町    | 平成17年11月1日 西和賀町            | 西和賀町        |
| 新町村        | 新町村     | 新町村                                | 西 和 賀 郡 | 沢内村                     | 沢内村                      | 沢内村                           | 沢内村                        | 沢内村                | 沢内村                               | 沢内村                        | 沢内村                        | 平成17年11月1日 西和賀町            | 西和賀町        |
| 前郷村        | 前郷村     | 前郷村                                | 西 和 賀 郡 | 沢内村                     | 沢内村                      | 沢内村                           | 沢内村                        | 沢内村                | 沢内村                               | 沢内村                        | 沢内村                        | 平成17年11月1日 西和賀町            | 西和賀町        |
| 大野村        | 大野村     | 大野村                                | 西 和 賀 郡 | 沢内村                     | 沢内村                      | 沢内村                           | 沢内村                        | 沢内村                | 沢内村                               | 沢内村                        | 沢内村                        | 平成17年11月1日 西和賀町            | 西和賀町        |
| 太田村        | 太田村     | 太田村                                | 西 和 賀 郡 | 沢内村                     | 沢内村                      | 沢内村                           | 沢内村                        | 沢内村                | 沢内村                               | 沢内村                        | 沢内村                        | 平成17年11月1日 西和賀町            | 西和賀町        |
| 川舟村        | 川舟村     | 川舟村                                | 西 和 賀 郡 | 沢内村                     | 沢内村                      | 沢内村                           | 沢内村                        | 沢内村                | 沢内村                               | 沢内村                        | 沢内村                        | 平成17年11月1日 西和賀町            | 西和賀町        |
| 猿橋村        | 猿橋村     | 猿橋村                                | 西 和 賀 郡 | 沢内村                     | 沢内村                      | 沢内村                           | 沢内村                        | 沢内村                | 沢内村                               | 沢内村                        | 沢内村                        | 平成17年11月1日 西和賀町            | 西和賀町        |

## 行政
和賀郡長（第1次）
| 代 | 氏名年月日 | 就任年月日                 | 退任                     | 備考                 |
| -- | ---------- | -------------------------- | ------------------------ | -------------------- |
| 1  |            | 明治11年（1878年）11月26日 | 明治12年（1879年）1月3日 | 分割により和賀郡廃止 |

和賀郡長（第2次）
| 代 | 氏名 | 就任年月日               | 退任年月日                | 備考                   |
| -- | ---- | ------------------------ | ------------------------- | ---------------------- |
| 1  |      | 明治30年（1897年）4月1日 |                           |                        |
|    |      |                          | 大正15年（1926年）6月30日 | 郡役所廃止により、廃官 |